# Convorbirea dintre Iros și Carmion
„Convorbirea dintre Iros și Carmion” este o povestire de Edgar Allan Poe, o povestire apocaliptică științifico-fantastică publicată pentru prima dată în revista Burton’s Gentleman’s Magazine în 1839. 

## Rezumat
Două persoane, care au fost redenumite Iros și Carmion după moarte, discută despre modul în care lumea s-a sfârșit. Iros, care a murit în apocalipsă, explică circumstanțele lui Carmion, care a murit cu zece ani înainte de aceste evenimente: 
O nouă cometă a fost descoperită în sistemul solar; cometele au ajuns să fie bine înțelese de astronomi, aceștia cred că, deoarece sunt foarte rarefiate ele nu ar putea avea niciun efect asupra Pământului și nu au nicio legătură cu profețiile antice despre distrugerea lumii. Astronomii au calculat [faptul] că aceasta se va apropia de Pământ; în timp ce se întâmplă acest lucru, astronomii o studiază, iar oamenii se interesează de cometă din ce în ce mai mult. 
Când este aproape de Pământ, oamenii experimentează o bucurie, la început se presupune că această cometă nu are efecte dăunătoare; dar această bucurie este urmată de durere și delir; la fel ca în profețiile antice, odată respinse de astronomi, acum confirmate. Acest efect asupra comportamentului oamenilor este descoperit ca fiind cauzat de pierderea de azot din atmosferă, ceea ce face ca atmosfera să conțină oxigen pur, care într-un final izbucnește în flăcări atunci când nucleul cometei trece prin atmosferă. 

## Istoricul publicării
Povestirea a fost publicată pentru prima dată în numărul din decembrie 1839 al revistei Burton’s Gentleman’s Magazine și a fost inclusă în aceeași lună în colecția Tales of the Grotesque and Arabesque.

## Analiză
Poe, care a scris această poveste în 1839, a valorificat emoția din anii 1830 cauzată de predicțiile lui William Miller  despre sfârșitul lumii. Acesta  a prezis în 1831 că lumea se va încheia în 1843.

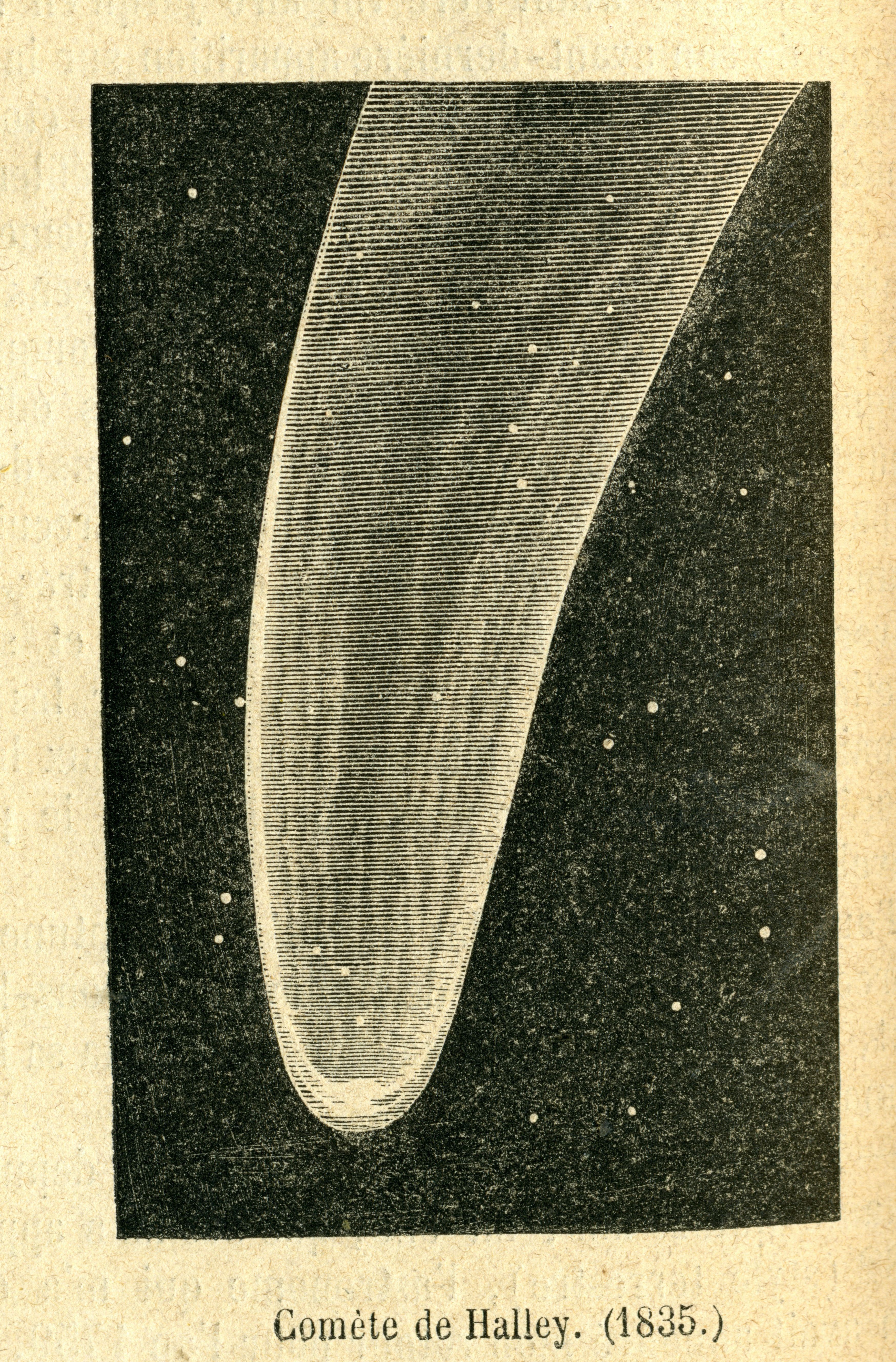
Gravură cu cometa Halley

La începutul secolului al XIX-lea, s-au văzut mai multe comete; în special, Cometa Halley a revenit în 1835, de asemenea a existat un interes pentru Cometa Encke, a cărei periodicitate fusese calculată recent; aceasta a apărut în 1838, iar revenirea ei era așteptată în 1842. Toate acestea au trezit interesul oamenilor; cometele erau asociate în mod tradițional cu profețiile sfârșitului lumii. 
Donald Olson și Shaun B. Ford de la Universitatea de Stat din Texas au speculat  că cele două comete, Lexell  și Biela au inspirat această povestire. Cometa Biela a provocat o „panică a cometei” în 1832, după ce o greșeală de calcul a traiectoriei cometei a sugerat coliziunea sa cu Pământul. Astronomii din Paris, la fel ca cei din povestire, au căutat să calmeze publicul temător, deoarece s-a considerat că Cometa Biela nu are nicio masă. În povestire, este într-adevăr o cometă vaporoasă care lovește Pământul epuizându-i azotul din atmosferă. Olson și Ford sugerează, de asemenea, ca posibile surse de cunoaștere a lui Poe despre ambele comete: The Geography of the Heavens (Geografia cerurilor) și A Treatise on Astronomy (1835) de John Herschel. O altă carte de astronomie pentru tineri, ediția din 1819 a An Easy Introduction to Astronomy for Young Gentlemen and Ladies, de James Ferguson, ar fi putut fi răsfoită de tânărul Poe. Tatăl adoptiv al lui Poe, John Allan, i-a oferit lui Poe un telescop când scriitorul era adolescent, iar cercetătorii speculează că cartea lui Ferguson ar fi putut fi, de asemenea, un cadou. Cartea include un pasaj al dialogului dintre un frate și o soră (Neander și Eudosia) care discută despre posibilitatea ca o cometă să incendieze lumea și apoi resping această posibilitate din cauza naturii rarefiate a cometelor. 
Iros și Carmion sunt numiți după însoțitorii lui Cleopatra, Iras și Carmion (sau Carmian); ei sunt menționați de istoricul grec Plutarh în biografia lui Marc Antoniu (în lucrarea sa Βίοι Παράλληλοι, Bíoi Parállēloi); cei doi apar în piesa lui William Shakespeare Antoniu și Cleopatra și în piesa lui John Dryden despre Antoniu și Cleopatra, All for Love din 1677.

## Vezi și
- Himera. Proză fantastică americană, vol. I